# Miến Điện thuộc Anh
Sự cai trị của Anh ở Miến Điện (tiếng Anh: British rule in Burma) kéo dài từ năm 1854 đến 1948, từ các cuộc chiến tranh Anh-Miến Điện thông qua việc thành lập Miến Điện là một tỉnh của Ấn Độ thuộc Anh đến việc thành lập một thuộc địa độc lập, và cuối cùng là độc lập. Khu vực dưới sự kiểm soát của Anh được gọi là Miến Điện thuộc Anh (tiếng Anh: British Burma). Các phần khác nhau của các lãnh thổ Miến Điện, bao gồm Arakan (Bang Rakhine), Tenasserim bị người Anh sáp nhập sau chiến thắng của họ trong Chiến tranh Anh-Miến Điện đầu tiên; Hạ Miến Điện bị sáp nhập vào năm 1852 sau Chiến tranh Anh-Miến Điện lần thứ hai. Các lãnh thổ thôn tính được chỉ định là trẻ vị thành niên tỉnh (một ủy viên chính), Miến Điện thuộc Anh, Ấn Độ thuộc Anh năm 1862.
Sau Chiến tranh Anh-Miến Điện lần thứ ba năm 1885, Thượng Miến Điện bị sáp nhập và năm sau, tỉnh Miến Điện ở Ấn Độ thuộc Anh được thành lập, trở thành một tỉnh lớn (một Trung úy) vào năm 1897. Sự sắp xếp này kéo dài cho đến năm 1897. Năm 1937, khi Miến Điện bắt đầu được quản lý riêng bởi Văn phòng Miến Điện dưới thời Bộ trưởng Ngoại giao Ấn Độ và Miến Điện. Sự cai trị của Anh đã bị phá vỡ trong thời gian Nhật chiếm đóng phần lớn đất nước trong chiến tranh thế giới thứ hai. Miến Điện giành được độc lập từ sự cai trị của Anh vào ngày 4 tháng 1 năm 1948.
Miến Điện đôi khi được gọi là "Thuộc địa Scotland", do vai trò nặng nề của Scotsmen trong việc chiếm đóng và điều hành đất nước, một trong những sinh vật đáng chú ý nhất là Sir James Scott và Công ty Flrawilla Irrawaddy.
Sự phát triển giáo dục của Anh, ảnh hưởng đến Phật giáo Miến Điện, do đó các nhà sư bắt đầu nổi dậy, vì vậy Phật giáo Miến Điện trở thành chủ nghĩa dân tộc Miến Điện và lực đẩy chống thực dân. Sau chiến tranh thế giới thứ nhất, làn sóng độc lập dân tộc cũng được đưa vào Myanmar. Năm 1920, "Phong trào giáo dục quốc gia" chống lại giáo dục thuộc địa tại Đại học Yangon đã dẫn đến việc thành lập "Hiệp hội nhân dân Miến Điện" kết hợp với các nhóm khác. Các yêu cầu chính trị và giáo dục mở cửa và cải cách đã bị người Anh từ chối. Trong những năm 1930, các cuộc bạo loạn của sinh viên và nông dân vẫn tiếp tục, và người Anh đã áp dụng chính sách trẻ hóa.
Năm 1936, trong cuộc bầu cử đầu tiên và duy nhất dưới sự cai trị của Anh, Tiến sĩ Bamo đã được bầu làm thủ tướng của chính phủ Anh. Năm 1937, người Anh đã tạo ra một Hiến pháp Myanmar độc đáo, đồng ý rằng người Miến Điện có thể kiểm soát các vấn đề nội bộ của đất nước.
Trong Chiến tranh thế giới thứ hai, Nhật Bản chiếm đóng Miến Điện vào tháng 5 năm 1942 và thành lập một chính phủ hành pháp độc lập của Myanmar do Bamo đứng đầu. Với sự hỗ trợ của Nhật Bản, Tướng Aung San, người chống lại chính quyền thực dân Anh và khao khát độc lập, tuyên bố rằng Myanmar độc lập khỏi Anh. Năm 1944, Aung San trở thành người ủng hộ Hoa Kỳ và Anh. Sau khi Nhật Bản đầu hàng vào năm 1945, quân Đồng minh tuyên bố độc lập của Myanmar có hiệu lực. Sau chiến tranh, Myanmar vẫn nằm dưới sự kiểm soát của Anh. Vào ngày 4 tháng 1 năm 1948, Quốc hội Anh chính thức công nhận nền độc lập của Myanmar, sự kết thúc của Myanmar của Anh và thành lập Liên bang Miến Điện.

## Lịch sử
Sau khi chiếm hoàn toàn Myanmar vào năm 1886, chế độ quân chủ Miến Điện bị xoá bỏ và giới quý tộc bị tước hết quyền lực, Myanmar được cai trị từ Calcuta như một tiểu khu vực của Đế quốc Anh - Ấn. Mô hình quản lý Ấn Độ do người Anh áp đặt vốn chẳng hiểu gì hoặc tôn trọng gì các cơ cấu xã hội tại chỗ, vùng đất thấp Myanmar vốn là những đồng bằng màu mỡ là cái nôi của người Miến Điện và là trái tim của các vương quốc Miến Điện lại được cai trị trực tiếp bởi chính phủ thuộc địa với đầy đủ các chính sách chính trị và kinh tế của Anh
Ở vùng đồi cao của Myanmar, ở các khu vực có các sắc tộc sinh sống như người Shan, người Karen thì người Anh áp dụng một chính sách cai trị gián tiếp. Cơ cấu xã hội và tầng lớp tinh hoa bản địa ít nhiều vẫn được giữ nguyên vẹn khác với vùng thủ đô của Miến Điện, điều này đã dẫn tới làm gia tăng sự chia rẽ giữa người Miến Điện và các sắc tộc thiểu số
Sự thống trị của thực dân Anh đã tạo ra một bộ máy cai trị mạnh mẽ, được duy trì bằng việc kiểm soát xã hội dựa vào một lực lượng cảnh sát và quân đội có hiệu quả. Bộ máy cai trị do người Anh giám sát, nhưng được hình thành với các viên chức phần lớn do người Miến Điện gốc Anh và người Ấn. Tầng lớp thượng lưu quan chức mới do Anh tạo ra đại bộ phận là người Miến Điện gốc Anh với mô thức văn hoá chịu ảnh hưởng của Anh nhiều hơn là của Myanmar, điều này đã đặt ra nhiều vấn đề lớn cho Myanmar sau khi giành độc lập
Sự cai trị của Anh đã làm gia tăng tính đa dạng về sắc tộc của Myanmar, mối liên kết trong bộ máy cai trị với Ấn Độ có nghĩa là người Ấn được tự do di dân, cùng với dân nhập cư người Hoa từ Malaya đã dẫn tới tại các vùng đất thấp hình thành một xã hội đa chủng tộc, đa tôn giáo
Người Anh đã làm thay đổi nền kinh tế của Myanmar, vào những năm 1850 họ khuyến khích dân định cư ở vùng đồng bằng, nơi phần lớn là các vùng đầm lầy và rừng rậm, hệ thống đường sá, cảng biển được mở rộng với kết quả là làn sóng mạnh mẽ người Miến Điện từ vùng phía bắc khô cằn tiến xuống vùng đồng bằng màu mỡ.